# Anisopoda bupleuroides
Anisopoda bupleuroides là một loài thực vật có hoa trong họ Hoa tán. Loài này được Baker mô tả khoa học đầu tiên năm 1890.